# 孫茂 (明朝)
孫茂（1421年—1480年），字庭蘭，四川潼川州安岳縣人，民籍，治《書經》。

## 生平
十月初二日生，行一，由國子生中式四川鄉試第二十二名舉人，會試中式第二十名。年二十八歲中式正統十三年戊辰科第二甲第二十九名進士。

## 家族
曾祖孫文質；祖孫祿；父孫嘉聞；母鄒氏。重慶下，妻羅氏。